# Pseudatrichia gracilipennis
Pseudatrichia gracilipennis är en tvåvingeart som beskrevs av Kelsey 1969. Pseudatrichia gracilipennis ingår i släktet Pseudatrichia och familjen fönsterflugor.
Artens utbredningsområde är Kalifornien. Inga underarter finns listade i Catalogue of Life.